# Plebejus brenda
Plebejus brenda är en fjärilsart som beskrevs av Arthur Francis Hemming 1932. Plebejus brenda ingår i släktet Plebejus och familjen juvelvingar. Inga underarter finns listade i Catalogue of Life.